# Campionato nordamericano maschile under 17 di calcio 2011
Il Campionato nordamericano di calcio Under-17 2011 (in inglese 2011 CONCACAF Under-17 Championship) si è svolto in Giamaica dal 14 al 27 febbraio 2011. Gli Stati Uniti hanno conquistato il loro primo titolo, battendo in finale il Canada per 3-0 dopo i tempi supplementari.
Il torneo ha determinato le quattro squadre che rappresenteranno la CONCACAF al Campionato mondiale di calcio Under-17 2011 in Messico. Il torneo

## Squadre qualificate
- Barbados
- Canada
- Costa Rica
- Cuba
- El Salvador
- Giamaica (nazione organizzatrice)
- Guatemala
- Haiti
- Honduras
- Panama
- Stati Uniti
- Trinidad e Tobago

## Stadi
Il torneo doveva svolgersi in due città, Montego Bay e Trelawny. A quattro giorni dall'inizio, e dopo un'ispezione da parte della CONCACAF, lo stadio di Trelawny è stato scartato perché il campo era senza erba.
| Città       | Stadio                | Capienza |
| ----------- | --------------------- | -------- |
| Montego Bay | Jarrett Park          | 4.000    |
| Montego Bay | Stadio Catherine Hall | 8.000    |

## Fase a gironi[3]
Legenda
|  | Squadre qualificate ai quarti di finale. |
|  | Squadre eliminate nella fase a gironi.   |

### Gruppo A
| Squadra     | P.ti | G | V | N | P | GF | GS | DR |
| ----------- | ---- | - | - | - | - | -- | -- | -- |
| Costa Rica  | 6    | 2 | 2 | 0 | 0 | 6  | 3  | +3 |
| El Salvador | 3    | 2 | 1 | 0 | 1 | 5  | 3  | +2 |
| Haiti       | 0    | 2 | 0 | 0 | 2 | 1  | 6  | -5 |

| Arbitro: | Juan Carlos Guerra |

|           |           |                               |
| Chery 24’ | Marcatori | 23’ Quiros 44’ Leiva 47’ Ruiz |

| Montego Bay 16 febbraio 2011, ore 12:00 UTC-5 | El Salvador | 3 – 0 (forfait) referto | Haiti | Jarrett Park |

| Arbitro: | Kenville Holder |

|                    |           |                       |
| Ruiz 16’ 45+2’ 75’ | Marcatori | 32’ Iraheta 47’ Mejia |

### Gruppo B
| Squadra     | P.ti | G | V | N | P | GF | GS | DR |
| ----------- | ---- | - | - | - | - | -- | -- | -- |
| Stati Uniti | 6    | 2 | 2 | 0 | 0 | 4  | 1  | +3 |
| Panama      | 1    | 2 | 0 | 1 | 1 | 0  | 1  | -1 |
| Cuba        | 1    | 2 | 0 | 1 | 1 | 1  | 3  | -2 |

| Arbitro: | Enrico Wijngaarde |

|           |           |                                        |
| López 68’ | Marcatori | 27’ Koroma 46’ Oliver 50’ E. Rodriguez |

| Montego Bay 16 febbraio 2011, ore 16:30 UTC-5 | Panama    | 0 – 0 referto | Cuba | Jarrett Park (261 spett.)\| Arbitro: \| Paul Ward \| |
| Arbitro:                                      | Paul Ward |               |      |                                                      |

| Arbitro: | Enrico Wijngaarde |

|            |           |  |
| Oliver 49’ | Marcatori |  |

### Gruppo C
| Squadra           | P.ti | G | V | N | P | GF | GS | DR |
| ----------------- | ---- | - | - | - | - | -- | -- | -- |
| Giamaica          | 4    | 2 | 1 | 1 | 0 | 3  | 2  | +1 |
| Trinidad e Tobago | 4    | 2 | 1 | 1 | 0 | 3  | 2  | +1 |
| Guatemala         | 0    | 2 | 0 | 0 | 2 | 0  | 2  | -2 |

- La Giamaica ha vinto il sorteggio per il primo posto del girone

| Arbitro: | Ricardo Arellano |

|                             |           |               |
| Wright 41’ (rig.) Lewis 77’ | Marcatori | 56’ 63’ Henry |

| Arbitro: | Trevor Taylor |

|  |           |          |
|  | Marcatori | 90’ Noel |

| Arbitro: | Elmer Bonilla |

|              |           |  |
| Wright 45+1’ | Marcatori |  |

### Gruppo D
| Squadra  | P.ti | G | V | N | P | GF | GS | DR |
| -------- | ---- | - | - | - | - | -- | -- | -- |
| Canada   | 4    | 2 | 1 | 1 | 0 | 8  | 0  | +8 |
| Honduras | 4    | 2 | 1 | 1 | 0 | 2  | 1  | +1 |
| Barbados | 0    | 2 | 0 | 0 | 2 | 1  | 10 | -9 |

| Arbitro: | Hugo Alvarado Cruz |

|             |           |                            |
| Prescod 15’ | Marcatori | 62’ Róchez 90+1’ Velásquez |

| Arbitro: | Jafeth Perea |

|                                                                   |           |  |
| Petrasso 12’ 29’ 56’ Jalali 14’ Nanco 23’ Aleman 33’ 48’ Cain 73’ | Marcatori |  |

| Montego Bay 19 febbraio 2011, ore 12:30 UTC-5 | Honduras        | 0 – 0 referto | Canada | Stadio Catherine Hall (1500 spett.)\| Arbitro: \| Valdin Legister \| |
| Arbitro:                                      | Valdin Legister |               |        |                                                                      |

## Fase a eliminazione diretta
|  | Quarti di finale     | Quarti di finale     |                  |          | Semifinali                | Semifinali                |  |  | Finale           | Finale |
|  |                      |                      |                  |          |                           |                           |  |  |                  |        |
|  | 22 febbraio 2011     |                      |                  |          |                           |                           |  |  |                  |        |
|  |                      |                      |                  |          |                           |                           |  |  |                  |        |
|  | Costa Rica           | 0                    |                  |          |                           |                           |  |  |                  |        |
|  | Costa Rica           | 0                    | 25 febbraio 2011 |          |                           |                           |  |  |                  |        |
|  | Panama               | 1                    |                  |          |                           |                           |  |  |                  |        |
|  | Panama               | 1                    | Panama           | 0        |                           |                           |  |  |                  |        |
|  | 23 febbraio 2011     |                      | Panama           | 0        |                           |                           |  |  |                  |        |
|  |                      | Canada               | 1                |          |                           |                           |  |  |                  |        |
|  | Canada               | Canada               | 1                | 2        |                           |                           |  |  |                  |        |
|  | Canada               |                      | 27 febbraio 2011 | 2        |                           |                           |  |  |                  |        |
|  | Trinidad e Tobago    | 0                    |                  |          |                           |                           |  |  |                  |        |
|  | Trinidad e Tobago    | 0                    | Canada           | 0        |                           |                           |  |  |                  |        |
|  | 22 febbraio 2011     |                      | Canada           | 0        |                           |                           |  |  |                  |        |
|  |                      | Stati Uniti (d.t.s.) | 3                |          |                           |                           |  |  |                  |        |
|  | Stati Uniti (d.t.s.) | Stati Uniti (d.t.s.) | 3                | 3        |                           |                           |  |  |                  |        |
|  | Stati Uniti (d.t.s.) | 25 febbraio 2011     |                  | 3        |                           |                           |  |  |                  |        |
|  | El Salvador          | 2                    |                  |          |                           |                           |  |  |                  |        |
|  | El Salvador          | 2                    | Stati Uniti      | 2        | Finale per il terzo posto | Finale per il terzo posto |  |  |                  |        |
|  | 23 febbraio 2011     |                      | Stati Uniti      | 2        | Finale per il terzo posto | Finale per il terzo posto |  |  |                  |        |
|  |                      | Giamaica             | 0                |          |                           |                           |  |  |                  |        |
|  | Giamaica             | Giamaica             | 0                | 2        | Panama                    | 1                         |  |  |                  |        |
|  | Giamaica             |                      |                  | 2        | Panama                    | 1                         |  |  |                  |        |
|  | Honduras             | 1                    |                  | Giamaica | 0                         |                           |  |  |                  |        |
|  | Honduras             | 1                    |                  |          | 0                         |                           |  |  |                  |        |
|  |                      |                      |                  |          |                           |                           |  |  | 27 febbraio 2011 |        |
|  |                      |                      |                  |          |                           |                           |  |  |                  |        |

### Quarti di finale
| Arbitro: | Ricardo Arellano |

|  |           |              |
|  | Marcatori | 76’ Stephens |

| Arbitro: | Valdin Legister |

|                                       |           |                             |
| Guido 4’ M. Rodriguez 96’ Pelosi 112’ | Marcatori | 8’ Peña 120’ (rig.) Iraheta |

| Arbitro: | Elmer Bonilla |

|                      |           |  |
| Nanco 15’ Aleman 20’ | Marcatori |  |

| Arbitro: | Enrico Wijngaarde |

|                |           |            |
| Wright 13’ 46’ | Marcatori | 65’ Róchez |

### Semifinali
| Arbitro: | Trevor Taylor |

|  |           |               |
|  | Marcatori | 9’ Gasparotto |

| Arbitro: | Ricardo Arellano |

|                         |           |  |
| Pelosi 10’ Oliver 90+1’ | Marcatori |  |

### Finale 3º posto
| Montego Bay 27 febbraio 2011, ore 16:00 UTC-5 | Giamaica  | 0 – 1 referto | Panama | Stadio Catherine Hall |
| \| \| \| \| \| \| Marcatori \| 36’ Browne \|  |           |               |        |                       |
|                                               |           |               |        |                       |
|                                               | Marcatori | 36’ Browne    |        |                       |

### Finalissima
| Montego Bay 27 febbraio 2011, ore 19:00 UTC-5                       | Stati Uniti | 3 – 0 (d.t.s.) (0-0) referto | Canada | Stadio Catherine Hall |
| \| \| \| \| \| Smith 92’ Oliver 100’ Koroma 119’ \| Marcatori \| \| |             |                              |        |                       |
|                                                                     |             |                              |        |                       |
| Smith 92’ Oliver 100’ Koroma 119’                                   | Marcatori   |                              |        |                       |

## Classifica marcatori
| Gol |  |  | Giocatore                  | Squadra           |
| --- |  |  | -------------------------- | ----------------- |
| 4   |  |  | John Ruiz                  | Costa Rica        |
| 4   |  |  | Jason Wright               | Giamaica          |
| 4   |  |  | Andrew Oliver              | Stati Uniti       |
| 3   |  |  | Keven Aleman               | Canada            |
| 3   |  |  | Michael Petrasso           | Canada            |
| 2   |  |  | Chris Nanco                | Canada            |
| 2   |  |  | Gerardo Iraheta            | El Salvador       |
| 2   |  |  | Bryan Róchez               | Honduras          |
| 2   |  |  | Alfred Koroma              | Stati Uniti       |
| 2   |  |  | Marc Anthony Pelosi        | Stati Uniti       |
| 2   |  |  | Shackiel Henry             | Trinidad e Tobago |
| 1   |  |  | Zari Prescod               | Barbados          |
| 1   |  |  | Wesley Cain                | Canada            |
| 1   |  |  | Luca Gasparotto            | Canada            |
| 1   |  |  | Said Jalali                | Canada            |
| 1   |  |  | Gabriel Fernando Leiva     | Costa Rica        |
| 1   |  |  | William Quiros             | Costa Rica        |
| 1   |  |  | Frank López Garcia         | Cuba              |
| 1   |  |  | Romel Mejia                | El Salvador       |
| 1   |  |  | José Angel Peña            | El Salvador       |
| 1   |  |  | Andre Lewis                | Giamaica          |
| 1   |  |  | Johnley Chery              | Haiti             |
| 1   |  |  | Eder Velásquez             | Honduras          |
| 1   |  |  | Omar Browne                | Panamá            |
| 1   |  |  | Alfredo Stevens            | Panamá            |
| 1   |  |  | Alejandro Guido            | Stati Uniti       |
| 1   |  |  | Esteban Rodriguez Jr.      | Stati Uniti       |
| 1   |  |  | Mario Andres Rodriguez Jr. | Stati Uniti       |
| 1   |  |  | Nathan Smith               | Stati Uniti       |
| 1   |  |  | Adan Noel                  | Trinidad e Tobago |